# Bataille de Mayadine
Guerre civile syrienne
Batailles
La bataille de Mayadine a lieu du 6 au 14 octobre 2017, lors de la guerre civile syrienne.

## Prélude
À partir de septembre, les forces de l'État islamique subissent deux offensives dans le gouvernorat de Deir ez-Zor : l'une menée par l'armée syrienne et ses alliés au nord-ouest, sur la rive gauche de l'Euphrate, et l'autre au nord, effectuée par le Forces démocratiques syriennes sur la rive droite.
La ville de Mayadine est située sur la rive gauche du fleuve, à une quarantaine de kilomètres au sud-est de Deir ez-Zor. Depuis début 2017, alors que les Forces démocratiques syriennes commencent à menacer à Raqqa et que Deir ez-Zor n'a jamais été totalement conquise, Mayadine est considérée comme la nouvelle « capitale » de l'État islamique en Syrie, là où se trouve son état-major militaire et le siège de son administration,,,.

## Déroulement

Carte des évolutions à la frontière irako-syrienne, de fin septembre à fin octobre 2017 :
Territoire contrôlé par l'armée syrienne et ses alliés
Territoire contrôlé par l'armée irakienne et ses alliés
Territoire contrôlé par l'État islamique
Territoire contrôlé par les Forces démocratiques syriennes

Après avoir brisé le siège de Deir ez-Zor en septembre, les troupes du régime syrien, soutenues par l'aviation russe commencent à se rapprocher de Mayadine début octobre. Le 5 octobre, elles sont à moins de dix kilomètres de la ville.
L'armée syrienne atteint Mayadine le 6 octobre et entre dans la ville par l'ouest. Le 7 octobre, la Russie affirme avoir détruit un poste de commandement de l'État islamique et tué 80 de ses combattants dans la zone de Mayadine lors de frappes aériennes ; elle revendique également la mort de 60 « mercenaires » au sud de Deir ez-Zor et de 40 djihadistes à Boukamal causés par d'autres raids, ainsi que la mort d'Abou Omar al-Chichani, pourtant déjà annoncée en 2016, en Irak, par l'agence Amaq.
Mais le 8 octobre, les djihadistes contre-attaquent et repoussent les loyalistes hors de Mayadine ; ces derniers reprennent position à six kilomètres à l'ouest de la ville. Le 12 octobre, l'armée syrienne syrienne, les troupes russes et les miliciens chiites parviennent de nouveau à entrer dans Mayadine,. Ils s'emparent de quatre quartiers et encerclent la ville ; toutes les routes menant vers Mayadine — notamment celle de Boukamal — passent sous le contrôle des loyalistes,,. Selon l'OSDH, les Russes « supervisent les opérations militaires, participent aux combats et mènent des frappes aériennes intensives ». L'État islamique envoie alors depuis l'Irak un millier de combattants en renfort dans le gouvernorat de Deir ez-Zor. Mais le 14 octobre, l'armée syrienne et ses alliés prennent entièrement le contrôle de la ville,.

## Les pertes
Selon l'Observatoire syrien des droits de l'homme, au moins 38 loyalistes et 11 djihadistes sont tués à Mayadin dans la journée du 8 octobre et au matin du 9 octobre. Le bilan monte ensuite à au moins 60 morts pour les loyalistes entre le 9 et le 12 octobre.
Quatre chars de l'État islamique — trois T-55 et un T-62 — sont capturés par les loyalistes pendant la bataille.